# Медан
Медан (инд. Kota Medan) главни је град провинције Северна Суматра на индонежанском острву Суматра.
Медан се развио на месту села под именом Кампунг Медан (село Медан), које је Гуру Патимпус основао 1590. Село се налазило на ушћу реке Дели у реку Бабура. Прави развој града је започео 1860. када су Холанђани овде отворили плантаже дувана. Тако је Медан постао административни и трговачки центар западне Индонезије.
То је трећи индонежански град по величини са око 2,04 милиона становника (6 милиона у ширем подручју). Становништво представља мешавину етничких заједница. што је рефлексија историје ове регије. Ту је народ Батак, досељеници са Јаве које влада стимулише на пресељење услед пренасељености, затим Кинези који се баве трговином, и најзад Тамили.

## Становништво
| 2010.     |
| --------- |
| 2.109.330 |